# Josef Pawliczek
Josef Pawliczek (ur. 27 września 1931 w Opolu, zm. 3 czerwca 2021 we Fryburgu Bryzgowijskim) – niemiecki pracownik organizacji Caritas, orędownik polsko-niemieckiego pojednania i organizator pomocy charytatywnej dla Polski w latach 80. XX w. Był długoletnim kierownikiem referatu ds. Europy Wschodniej w centrali niemieckiej Caritas we Fryburgu Bryzgowijskim.

## Życiorys
Josef Pawliczek urodził się w Opolu 27 września 1931 r. w rodzinie Klary z domu Kroworsz i Maksymiliana Pawliczek. W 1945 r. nowa władza zmusiła rodzinę Pawliczek do opuszczenia ich własnego domu, który został przekazany osobom wysiedlonym z Kresów Wschodnich.
W 1956 r. wyemigrował do Republiki Federalnej Niemiec. W 1961 r. przetłumaczył na język niemiecki teksty rozważań drogi krzyżowej napisane przez kardynała Stefana Wyszyńskiego, czym zwrócił na siebie uwagę. Został doradcą ds. relacji polsko-niemieckich przy jednym z gabinetów rządu kanclerza Konrada Adenauera w Bonn. W 1967 r. przeprowadził się do Fryburga Bryzgowijskiego (Freiburg im Breisgau) i rozpoczął pracę w centrali niemieckiej Caritas. Powierzono mu kierowanie referatem ds. Europy Wschodniej tzw. Diasporahilfe. W latach 70. XX w. pomoc charytatywną z Niemiec dla Polski rozprowadzał w sposób niejawny, tak aby nie było wiadomo, skąd ona pochodzi. Ówczesne władze PRL żywiły bowiem głęboką niechęć do Kościoła po historycznym Liście biskupów polskich do niemieckich opublikowanym w 1965 r.
| „Do anegdot przeszła historia o tym, że gdy do jego szefa, ks. Georga Hüsslera, dyrektora niemieckiej Caritas, trafiały pisma z prośbą o pomoc z regionu Europy Środkowej, on zwykł używać cytatu faraona z Księgi Rodzaju (Rdz 41,55): Ite ad Josef… (Idźcie do Józefa i cokolwiek wam powie, to czyńcie), odsyłając interesantów do Josefa Pawliczka. A ten już wiedział, co robić”.– ks. Arnold Drechsler, dyr. Caritas Diecezji Opolskiej |

W latach 1981–1988 niemiecka Caritas dzięki jego staraniom przekazała do Polski pomoc o wartości 180 353 978 DEM. Ilościowo pomoc ta wynosiła 48 688 ton.
W 1995 r. razem z kard. Andrzejem Marią Deskurem założył organizację pod nazwą Wspólnota Pomocy Chorym i Niepełnosprawnym w Polsce (Hilfsgemeinschaft für Kranke u. Behinderte in Polen e. V.), która nadal przekazuje sprzęt rehabilitacyjny dla chorych w Polsce.
Organizował także razem z biskupem opolskim Alfonsem Nossolem pomoc dla Opolszczyzny, czego rezultatem był zakup w 1977 r. aparatu Gammatron S80 firmy Siemens – urządzenia do teleradioterapii antynowotworowej dla ówczesnej Wojewódzkiej Przychodni Onkologicznej w Wojewódzkim Szpitalu Zespolonym w Opolu (obecnie Opolskie Centrum Onkologii im. prof. Tadeusza Koszarowskiego). W 1991 r. przekazał razem z biskupem opolskim Alfonsem Nossolem nowo powstałemu Szpitalowi Wojewódzkiemu (obecnie Uniwersytecki Szpital Kliniczny w Opolu) tomograf komputerowy, który był pierwszym tego typu urządzeniem na Opolszczyźnie. Wartość aparatury medycznej i sprzętu pielęgnacyjnego zakupionego z pieniędzy rządu niemieckiego i przekazanego resortowi służby zdrowia i pomocy społecznej za pośrednictwem Deutscher Caritasverband oraz Caritas Diecezji Opolskiej w latach 1991–1996 wyniosła 16,2 miliona marek. Sprzęt otrzymało 385 placówek leczniczych i opiekuńczych.
Miał również znaczący wkład w utworzeniu na Śląsku Opolskim nowoczesnych placówek domowej opieki pielęgniarskiej pod nazwą Stacje Opieki Caritas. Projekt opolski pełnił rolę projektu modelowego dla programu stacji opieki w Polsce. Projekt był także finansowany ze środków Deutscher Caritasverband.
Był człowiekiem, któremu leżało na sercu polsko-niemieckie pojednanie. Realną szansę na dokonanie się tego pojednania widział w budowaniu relacji pojednania poprzez niesienie pomocy tym najbardziej potrzebującym. Kiedy Rada Miasta Opola przyznała mu „w uznaniu zasług w czynieniu dobra bliźnim, wśród których na czołowym miejscu znaleźli się opolanie”, tytuł Honorowego Obywatela Miasta Opole, to w księdze pamiątkowej napisał następujące słowa: „Niech pamięć o gorącym sercu i szlachetnych czynach zasypie przepaści, zburzy granice i przetrwa przeciwności losu”.
Zmarł 3 czerwca 2021 r. we Fryburgu. Jego pogrzeb odbył się 14 czerwca 2021 r. na Hauptfriedhof we Fryburgu.

## Odznaczenia
- Order Rycerski św. Grzegorza Wielkiego III klasy (Watykan, 1994)[11]